# Der Neapelfries
Der Neapelfries ist der Titel eines dokumentarischen Künstlerporträts – eine argonautische Fahrt mit der Kamera durch das Werk von Markus Raetz – unter der Regie von Gaudenz Meili. Der Film wurde 1988 in der Schweiz produziert und hat vor allem international im kulturellen Umfeld grosse Aufmerksamkeit erregt.

## Handlung
Eines der Hauptwerke von Raetz, der Neapelfries, bildet den Ausgangspunkt zu diesem Film, der kein herkömmliches «Künstler-Porträt» sein soll. Der Neapelfries besteht aus einer raffinierten Anordnung typischer Bildelemente, die sich der Berner Künstler Markus Raetz in seinem bisherigen Kunstschaffen erarbeitet hat. Hieroglyphen und Metaphern können es sein, die einzeln oder im Fluss zu lesen sind.
Raetz gibt dem Betrachter des Frieses ein Rätsel auf, das im Grunde genommen gar keines ist. Es kann nicht auf jede erdenkbare individuelle Art gelöst werden. Der Film versucht mit der Kamera gleichsam in den Fries einzudringen, um von innen her das Rätsel zu lösen. Aus der individuellen Sicht des Filmautors schreitet der Film assoziativ das Werk von Markus Raetz ab. Bilder und Zeichnungen folgen sich hintereinander in einer steten Bewegung.
Von keiner kunsthistorischen Gliederungsambition beschränkt, erliegt der Film einem fast logisch, aber nicht zeitlich-historisch gebundenen Bilderfluss, um immer wieder in den Fries zurückzukehren, wiederum aus ihm herauszutreten, um dann von Neuem darin einzutauchen. Die hauptsächlichsten Stationen von Raetz’ Schaffen erscheinen somit in einem nie versiegenden Fluss.
In der Konzeption des Filmes erscheint am Ende der Aufschlüsselung die Lösung des Rätsels aus persönlicher Sicht des Filmautors: der Zeemansblik, ein unbehandeltes, augenförmiges Zinkblech, auf dem sich je nach Lichtverhältnissen die verschiedensten See- und Wolkenlandschaften abzeichnen – etwas vom konsequentesten, welches ein zeitgenössischer Künstler hinsichtlich seiner Bemühungen um Reduktion geschaffen hat.

## Rezeption
«Grand Prix Pratt & Whitney Canada. Au court métrage: La Frise de Naples (Der Neapelfries) de Gaudenz Meili/Suisse pour la qualité du rapport entre l’œuvre de l’artiste Markus Raetz et l’œuvre du cinéaste, sans que ce dernier ne se substitue au premier.»

«Obschon Markus Raetz nur ganz kurz am Anfang bei der Einrichtung des Neapelfrieses zu sehen ist, gelingt dem Filmemacher eine sensible Annäherung an den Künstler und sein vielgestaltiges Werk.»

«The images are accompanied by a musical and vocal soundtrack based on names and linguistic terms created by Raetz.»

«Beliebt waren in jüngster Vergangenheit Portraits bildender Künstler, die dem Lauf der angeblich unverständlichen Welt mit ihren postmodernen Werken entgegentreten, wie […] Der Neapel-Fries von Gaudenz Meili.»

«Dieser Film ist witzig, unterhaltend und lehrreich; eine Schule des Sehens. Er ist eine kongeniale Verbindung zweier Kunstformen. Gerade weil Meili seinen Film ganz in den Dienst eines anderen Künstlers stellt, gelingt ihm selbst ein Kunstwerk.»

«Es war kurz vor Weihnachten, als der mittlerweile 86-jährige Meili mit seiner 16mm-Kopie im REX erschien und wir testeten, ob die Kopie noch spielbar ist. Das Screening war ein magischer Moment: Fast kam es einem vor, als sei ein Kunstwerk – und um ein Kunstwerk handelt es sich bei diesem Film! – wiederbelebt worden. Die Kopie war in wunderbarem Zustand, die Bilder schienen auf der Leinwand tatsächlich zu atmen. Weil es sich dabei um das Original handelt, liessen wir Meilis 16mm-Kopie im Lichtspiel für die Vorstellungen im REX digitalisieren.»

## Auszeichnungen
- Grand Prix in allen Kategorien; Festival International du Film sur l’Art, Montréal 1989[8][9][10][11]
- Goldenes Einhorn für Der Neapelfries als besten Experimentalfilm an der Alpinale, Bludenz, 1989[12][13]
- Diplom & Mention Spéciale für Der Neapelfries am Festival international du film sur l’art FIFART, Lausanne, 1992